# Melittobia hawaiiensis
Melittobia hawaiiensis är en stekelart som beskrevs av Perkins 1907. Melittobia hawaiiensis ingår i släktet Melittobia och familjen finglanssteklar. Inga underarter finns listade i Catalogue of Life.